# هاکسفورد (آلاباما)
هاکسفورد (به انگلیسی: Huxford) یک منطقهٔ مسکونی در ایالات متحده آمریکا است که در شهرستان اسکامبیا، آلاباما واقع شده‌است. هاکسفورد ۱۰۲٫۱۱ متر بالاتر از سطح دریا واقع شده‌است.